# Продовольственный кризис (с 2022)
| < 2,5% 2.5% – 4.9% 5% – 9.9% 10% – 24.9% | 25% – 39.9% > 40% Нет данных |

Глобальный продовольственный кризис 2022—2023 годов — один из самых масштабных продовольственных кризисов в истории, затронувший, по разным оценкам, до 0,828—1,72 млрд человек в 82 странах. Из них 222—345 млн столкнулись с острой нехваткой продовольствия или испытывали крайнюю степень голода. Около 19 тысяч человек умирало от голода ежедневно в 2022 году. Беспрецедентный кризис ознаменовался историческим скачком индекса цен на продовольствие — он вырос на 23 % с мая 2021 года по май 2022 года и составил 143,7 балла (а индекс цен на зерновые культуры — на 30 %).
Один из крупнейших кризисов продовольствия в истории вызван рядом локальных и международных конфликтов, экономических потрясений, последствиями пандемии COVID-19, глобальным потеплением и стихийными бедствиями, а также ростом цен на удобрения. Резкий рост цен на продовольствие после вторжения России в Украину привёл к тому, что число людей за чертой бедности во всём мире увеличилось на 71,5 млн, голодающих — на 47 млн. Так как конфликтующие страны обеспечивали примерно 29 % мировой торговли пшеницей, сокращение экспорта из региона, по оценкам Международного валютного фонда, заметно ухудшило ситуацию с продовольствием в 48 странах. В десятку наиболее голодающих стран вошли Демократическая Республика Конго, Эфиопия, Афганистан, Нигерия, Йемен, Мьянма, Сирия, Судан, Украина и Пакистан.
Изменение климата и засуха в основных сельскохозяйственных районах ещё больше усугубили ситуацию с продовольствием. Например, в некоторых африканских странах во время засухи погибло до 30 % всего поголовья домашних хозяйств. К маю 2022-го в странах Восточной Африки каждые 48 секунд от голода умирал человек. Не менее 278 миллионов африканцев страдали от голода в 2022 году, что составляет 20 % населения континента.
Организация Объединённых Наций (ООН) прогнозирует ухудшение ситуации к 2030 году, когда с голодом столкнётся 8 % населения мира (против 2,8 % в 2022-м).

## Причины
Рост цен на различные продукты к 2022 году

### Вторжение России на Украину
Конфликты являются основной причиной голода в мире — на 2022 год 70 % голодающих проживали в затронутых военными действиями зонах. Вторжение на Украину стало одной из главных причин продовольственного кризиса 2022—2023 годов из-за перебоев с поставками энергоносителей, удобрений и зерновых. По оценкам Всемирной продовольственной программы, конфликт увеличил число голодающих в мире на 47 млн человек, число людей за чертой бедности — на 71,5 млн. В частности, большинство находится в странах к югу от Сахары, на Балканах и в Каспийском бассейне, где жители сильно зависят от импорта продуктов питания. При затягивании военных действий и перебоев с поставок с Украины и России количество голодающих в этих регионах может увеличиться ещё на 8—13 млн человек.
Пули и бомбы на Украине могут вывести глобальный голодный кризис на уровень, превосходящий все, что мы видели раньше.исполнительный директор Всемирной продовольственной программы Дэвид Бисли
Зерновые
До войны Россия и Украина были важными участниками мирового рынка продовольствия, экспортируя 18 % и 10 % пшеницы соответственно, а также 14 % и 12 % ячменя. Украина была лидером в экспорте подсолнечного масла (37 %), в то время как на Россию приходилось ещё 26 % мировых поставок. Весь район, затронутый украинским кризисом, обеспечивал не менее 12 % мировых продовольственных калорий. Более того, Россия играла ключевую роль в мировом рынке удобрений, контролируя около 17 % его поставок.
В результате блокировки украинских портов российскими военными силами экспортные возможности Украины сократились на 90 % ещё в начале конфликта. По мере затягивания военных действий объёмы экспорта постепенно росли, но все равно были намного ниже, чем в 2021 году: даже когда в сентябре и октябре экспорт достиг пика, его объёмы были на 57 % и 42 % ниже, чем в те же периоды 2021 года. Война нанесла серьёзный ущерб сельскому хозяйству Украины, оценённый в $4,21 млрд. В оккупации оказалась пятая часть посевных площадей. Основные покупатели украинской пшеницы, кукурузы, семян подсолнечника и масла в Европейском союзе, Азии и Африке были вынуждены искать новые источники или пути доставки. В частности, с этой проблемой столкнулись Болгария, Кипр, Эстония, Греция, Венгрия, Италия, Литва, Нидерланды, Португалия, Испания, Марокко, Бангладеш, Пакистан, Египет и Индонезия. К августу 2022-го из России и Украины всё ещё экспортировалось на 18—22 млн тонн зерна меньше, чем до вторжения.
Перебои с украинским экспортом усугубили рост цен на продукты питания, который, согласно индексу ФАО, только за февраль 2022 года вырос на 54 %. В начале марта цены на пшеницу достигли своего исторического максимума $12,09 за бушель (для сравнения, во время кризиса 2008 года они достигали только $9,39). Когда позднее цены снизились, они все равно были на 6,4 % выше в марте 2023-го, чем годом ранее.
Удобрения
После начала вторжения сократился импорт российских удобрений, что вызвало рост цен, например, некоторые азотные удобрения подорожали до $850 c $260 за тонну годом ранее. Даже после снятия ограничений на экспорт российских удобрений в ходе Черноморской зерновой инициативы летом 2022-го, поставки из страны оставались ниже довоенного уровня (на 15 % по итогам года). Многие страны сократили собственное производство из-за высоких цен на природный газ — ключевой компонент азотных удобрений. Дефицит усиливался экспортным ограничением в Китае. Урезав квоты, страна, которая до этого контролировал 30 % мировых поставок фосфорных удобрений, сократила свой экспорт практически в два раза.
В результате с мая 2020-го по конец 2022 года цены на некоторые удобрения выросли на 199 %. При этом, как отмечает МВФ, рост цен на удобрения на 1 % может повысить цены на продовольственные товары на 0,45 % в течение года. В 2023 году высокие цены на удобрения могут отрицательно сказаться на урожае основных сельскохозяйственных культур, обострив кризис. При сокращении сельскохозяйственного производства в Европе хотя бы на треть, другие страны будут вынуждены значительно нарастить экспорт. Так как в ряде сельскохозяйственных стран менее жесткие ограничения на использование пестицидов, это будет означать повышенный вред для экологии. Импорт из дальних стран увеличит объёмы выбросов парниковых газов во время транспортировки, что сводит на нет всю идею борьбы с глобальным изменением климата.

### Энергетический кризис
Начавшийся в 2021 году энергетический кризис повлиял на цены на продукты, так как энергоносители используются в сельскохозяйственном производстве, транспортировке и упаковке продуктов. Например, только производство аммиака для удобрений требует 4 % от мирового потребления природного газа. Затраты на электроэнергию могут составлять половину переменных расходов на растениеводство в странах с развитой экономикой. На природный газ часто приходится от 70 % до 80 % эксплуатационных расходов при производстве аммиака и мочевины, что приводит к тесной корреляции цен. Учитывая, что природный газ в 2021—2022 году подорожал на 150 %, это отразится на стоимости продуктов питания. Кроме того, высокие цены на энергоносители привели к остановке некоторых заводов по производству удобрений.
Цены на природный газ резко выросли во всех ключевых регионах-потребителях газа с начала 2021 года — в Европе и Азии они достигли рекордных значений в первом квартале 2022-го. Это может увеличить стоимость продуктов питания на 60-100 % в 2023-м по сравнению с уровнем 2021 года и привести к смерти от 400 тыс. до 1 млн человек.
Так как нефтепродукты необходимы для работы сельскохозяйственного оборудования, цена на нефть также сказывается на продовольственном кризисе. Подорожание топлива на 1 % увеличивает цены на продовольственные товары на 0,2 %. По итогам 2021-го цена на нефть марки Brent выросла на 50 %. После начала вторжения цены на нефть резко подскочили до самого высокого с 2008 года уровня — $139,13 за баррель Brent. И хотя к концу декабря ситуация стабилизировалась, по итогам 2022 года наблюдалось повышение на 10 %.
До 2024 года в мире не ожидалось резкого увеличения экспортных мощностей природного газа или роста альтернативного топлива. Поэтому эксперты опасались, что сложная ситуация на рынках природного газа может сохраниться в среднесрочной перспективе. Это будет означать рост себестоимости для производителей удобрений, наряду с сохранением высоких цен для потребителей.

### Последствия пандемии COVID-19
До обострения российско-украинского конфликта ряд стран уже испытывали трудности из-за нестабильности, экономических и климатических проблем, а также из-за пандемии COVID-19. По данным ФАО, мировые цены на продукты выросли на 23,1 % в 2021-м. Количество людей, испытывающих дефицит продуктов, выросло на 120—150 млн за два года пандемии, достигнув 828 млн к 2022-му. Тогда как число столкнувшихся с острым недоеданием удвоилось по сравнению с периодом до пандемии и составило 276 млн человек. От истощения страдало 60 млн детей во всём мире, против 47 млн до пандемии.
Сбои в цепочках поставок, вызванные COVID-19, стали основной причиной роста цен. Кроме того, пандемия затронула около 81 % рабочей силы (2,7 млрд работников) из-за полного или частичного закрытия рабочих мест. Многие пищевые предприятия мира сократили или замедлили производство. Значительная часть населения была озабочена тем, как обеспечить достаточно еды в период безработицы и низких доходов. Например, в США доля семей, испытывающих затруднения с доступом к еде, увеличилась с 11 % в 2018 году до 38 % в марте 2020 года. 35 % семей с детьми страдали от недостатка продовольствия.
На развитие продуктового кризиса также сказывались недостатки продуктовой системы. Около 14 % произведённых продуктов питания теряется между сбором урожая и розничной продажей. Вдобавок около 17 % всего производства тратится впустую: 11 % в домах, 5 % в сфере общественного питания.
Прогнозируется, что доход на душу населения в 40 нестабильных и затронутых конфликтами странах не восстановится до уровня 2019 года в течение пяти лет. К началу 2022-го потребительские цены в регионе выросли на 9 % по сравнению с прогнозами до пандемии.

### Изменение климата и природные катаклизмы
Изменение климата — вторая, после конфликтов, ведущая причина голода в мире. Оно представляет опасность из-за сокращения урожая в результате экстремальных погодных условий, стихийных бедствий, а также последующих экономических и социальных потрясений. Порядка 80 % населения, подверженного риску неурожая и голода из-за изменения климата, проживает в странах Африки к югу от Сахары, в Южной и Юго-Восточной Азии. В этих странах фермерские семьи особенно бедны и уязвимы.
Сельскохозяйственный сезон 2021/2022 годов отличался неустойчивым и неравномерным распределением осадков. Так, во время очередной засухи в Восточной, Южной и Центральной Африке дефицит осадков в сезон дождей достигал 80 %. Особенно пострадал Африканский Рог — в Эфиопии, Кении и Сомали наблюдалось самая тяжёлая нехватка дождей за последние 70 лет. Это особенно ударило по местным фермам, так как 95 % из них не имеют ирригационных систем. Только с середины 2021 года по апрель 2022-го в засушливых и полузасушливых районах Кении и Эфиопии погибло около 3 млн голов скота, в Сомали — до 30 % всего поголовья. Страны Западной Африки, наоборот, столкнулись с наводнениями, что привело к перемещению и уничтожению пахотных земель и выпаса скота. В результате в 2022-м ООН сообщала, что в Африке производительность сельского хозяйства снизилась на 34 % из-за изменения климата; больше, чем в любом другом регионе. В последующие годы ожидалось, что количество осадков на континенте увеличится на 30 % во влажных регионах и уменьшится на 20 % в засушливых.
В Индии аномальная жара весной и летом 2022 года и осадки были на 71 % ниже нормыпривели к сокращению урожайности,. В Пенджабе и других районах было потеряно от 15 % до 30 % урожая, и власти были вынуждены ввести временный запрет на экспорт пшеницы. Китай столкнулся с самой сильной за последние шесть десятилетий жарой (в августе температура достигала 40 °C). Уровень крупнейшей реки Китая — Янцзы — достиг самой низкой отметки с 1865 года. Нехватка воды также привела к сокращению урожая в Ираке.
Аномальная жара в Южной Америке затронула Аргентину, Уругвай, Бразилию и Парагвай, где в декабре 2022-го температуры могли превышать 43 °C. Засуха на территории основных производителей сельскохозяйственной продукции в Южной Америке грозила сокращением урожая сои на 9-20 млн тонн. Для кукурузы власти Бразилии ожидали сокращение урожая на 5 млн тонн, власти Аргентины — на 8 млн тонн, власти Парагвая — на 5 млн тонн.
Негативные эффекты от вызванного человечеством изменения климата усиливаются природными явлениями, как Эль-Ниньо и Ла-Нинья, во время которых изменения температуры Тихого океана влияют на осадки в Южной Азии и Южной Америке. Эффекты на разные страны региона варьируются от сокращения осадков в Афганистане до наводнений и проливных дождей в странах Азиатско-Тихоокеанского региона. Соответственно, потери национального ВВП от Эль-Ниньо могут варьироваться от $21 млн в Лаосе до $3,3 млрд на Филиппинах.
Фермеры развитых стран также сообщали о негативных последствиях экстремальных погодных условий в 2022 году. Жара в США привела к сокращению урожая пшеницы на 48 %, в Канаде — к сокращению производства перца на 50 %. Во Франции и Италии от аномальной погоды пострадали 3,5 млн гектаров посевов, в Испании и Португалии ожидаемые потери урожая составили 60—80 %. В некоторых районах Мексики из-за засухи было засажено только 30 % стандартной площади угодий,
Кроме изменения климата, на рост бедности в мире негативно сказались стихийные бедствия. Так, в Пакистане катастрофические муссонные наводнения затронули 116 районов, 33 миллиона человек и 2 миллиона акров сельскохозяйственных посевов. Штормы и наводнения в Калифорнии подвергли угрозе урожай овощей, в Австралии — озимых зерновых и сои. После землетрясений недалеко от турецко-сирийской границы, прошедших в феврале 2023 года, более 1,5 млн человек остались без крова. В 2023 году наводнения в итальянском регионе Эмилия-Романья могли нанести ущерб посевам примерно на 1,5 миллиарда евро.
Изменения климата имеет долгосрочные последствия для производства продуктов и продовольственной безопасности и, как предполагается, только усилятся в будущем. Ожидаемое увеличение глобальной температуры на 2 °C к следующему десятилетию приведёт к увеличению числа хронически недоедающихв странах Африки на юг от Сахары, Южной Азии, Центральной и Южной Америки, а также на небольших островных государствах. Например, в Индии ожидается 23-процентное увеличение числа людей, столкнувшихся с угрозой голода, к 2030 году. По всему миру ещё около 70 млн людей, вероятно, подвергнется этому риску. Предположительно к 20250 году 80 % пахотных земель в мире столкнутся с недостатком воды.

## Ситуация в регионах
В 2022 году индекс цен на продовольствие Продовольственной организации ООН (ФАО) достиг рекордного с 1961 года уровня — 143,7 балла, что на 14 % выше уже завышенного 2021 года. Этот индекс отражает цены на глобальные товары, такие как зерно и растительное масло. Только за первые четыре месяца с начала вторжения России на Украину цены на пшеницу выросли на 42 %, на кукурузу — на 47 %. В большинстве стран продовольственная инфляция превышает 5 %, и правительства стремились остановить внутреннюю инфляцию, ограничивая экспорт. В мае такие ограничения действовали в более 20 стран мира, включая Египет, Аргентину, Индию, Индонезию, Малайзию, Иран и Турцию.
ФАО подсчитала, что 29,3 % всего населения мира испытывают умеренную или серьёзную нехватку продовольствия. Особому риску подвергаются нестабильные и затронутые конфликтами государства, в которых проживает 1 миллиард человек. Африканский континент несёт большую часть бремени: 14 из 15 стран с наибольшим отсутствием продовольственной безопасности находятся в этом регионе. Страны Ближнего Востока и Южной Америки также подвержены особой опасности.
Несмотря на снижение цен на продукты питания с пикового уровня в марте 2022-го, В 2022 году Всемирная продовольственная программа прогнозировала, что число людей, испытывающих дефицит продовольствия, удвоится по сравнению с 2020 годом, достигнув 345,2 млн. Ещё свыше 900 тыс. человек окажутся на грани выживания из-за голода. Цены на зерновые культуры, вероятно, снизятся всего на 8 % в 2023 году по сравнению с их историческим максимумом. Отчет Всемирного экономического форума 2023 года отметил грядущий кризис продовольствия как одну из четырех основных угроз для мира.

### Европа
Продовольственный кризис в регионе был в основном связан с погодными условиями и энергетическим кризисом из-за войны на Украине. Из-за высоких цен на энергоресурсы производство аммиака, который необходим для удобрений, сократилось на 70 %. Засуху 2022 года Европейская комиссия признала крупнейшей за последние 500 лет. Например, летом в Великобритании выпало только 35 % от среднемесячной нормы осадков, в Венгрии — до 25 %. В Португалии запасы в гидроэлектрохранилищах сократились в два раза, страна пережила крупные пожары. Франция, Великобритания, Румыния, Италия и Германия столкнулись с серьёзным падением уровня воды в крупнейших реках, включая Рейн, По и Темзу. Соответственно, сокращение урожая затронуло не только культуры, требующие большого количества удобрений, но даже менее прихотливые бобовые и кукурузу. Например, кукурузные поля во Франции находились в худшем состоянии за последнее десятилетие, урожай сократился на 18,5 %. В целом по региону урожай кукурузы ожидался на самом низком уровне с 2007 года. В Европейском союзе урожай зерновой кукурузы ожидался на 16 % ниже предыдущего года, сои — на 15 % и подсолнечника — на 12 %.
Снижение урожая зерновых, используемых для кормления животных, а также сокращение экспорта украинской кукурузы и семян масличных культур, повлияли на животноводство. Растущие цены на зерно и электроэнергию, нехватка рабочей силы и вспышки болезней привели к сокращению поголовья и росту самому большому скачку цен на мясо за всю историю ЕС — примерно на 12 % (на говядину — до 28 %). Цены а сливочное масло в январе-июле 2022-го в ЕС выросли на 80 %, на сухое молоко — более чем на 50 %.
В январе 2022 года, инфляция в зоне евро подскочила до 5,1 % по сравнению с 0,9 % в начале 2021 года. К ноябрю 2022 года, этот показатель достиг максимальной отметки в 10,6 %, при этом инфляция на продукты питания, алкоголь и табачные изделия составила 13,8 % в декабре. Некоторые крупные супермаркеты были вынуждены ввести нормирование на свежие овощи, а потребители сократили закупки продуктов питания — французы, например, в начале 2023 года сообщали о сокращении в среднем на 9 %.
Украина
В ходе российского вторжения значительная доля населения вынуждена была бежать в соседние страны или выезжать из зон боевых действий в другие украинские города (около 8 и 5 млн соответственно). Уже в апреле 2022 года ООН объявила, что в помощи нуждаются 15,7 млн украинцев. Из них 10,2 млн сталкиваются с острой нехваткой продовольствия. Через два месяца страна вошла в двадцатку стран, где сложилась катастрофическая ситуация с продовольствием.
Через год после начала военных действий примерно каждая третья семья на Украине — 11 млн человек — не знала как обеспечить постоянное пропитание. На востоке Украины, где многие зависят от продовольственной или денежной помощи гуманитарных организаций, до 40 % людей едят меньше или берут еду в долг, чтобы накормить своих детей. Почти треть населения не имеет работы, и примерно 18 млн человек нуждается в разной гуманитарной помощи. Европейские страны, которые приняли основной поток украинских беженцев, столкнулись с дополнительными бюджетными расходами, необходимостью обеспечить переселенцам жильё и пропитание и помочь с интеграцией.
Вторжение сильно повлияло на сельскохозяйственный сектор Украины не только из-за захвата земель, пожаров и разрушений инфраструктуры, но также нехватки топлива, удобрений, пестицидов и семян, а также нехватки рабочих рук. Так как минимум 13 млн сельских жителей страны зависели от урожая в стране, ФАО объявила о помощи им на сумму $15,5 млн. Но по разным оценкам, урожай пшеницы на Украине в 2023-м все равно ожидался на 28—45 % ниже довоенного уровня.

### Африка
Отдельные регионы Африки страдают от продовольственного кризиса с 2019 года. Экстремальные дожди с октября по декабрь 2019 года в Восточной Африке привели к крупнейшему за последние десятилетия нашествию саранчи — один рой мог покрывать более 230 тыс. гектаров. В результате сильной засухи, пандемии коронавируса и постоянных конфликтов не менее 278 миллионов африканцев страдали от хронического голода в 2022 году, что составляет 20 % населения континента.
В Западной Африке в апреле 2022 года было зафиксировано 27 млн голодающих, что в четыре раза превышает показатель 2015 года. ООН ожидало, что количество недоедающих детей в возрасте до 5 лет вырастет на 30 % в 2022 году, достигнув 6,3 млн. В конце года к югу от Сахары проживало две трети людей в мире, живущих в условиях нехватки продовольствия. Число людей, страдающих от критического голода, в Буркина-Фасо, Чаде, Мали, Мавритании и Нигере достигло 13 млн.
Российско-украинский конфликт значительно усугубил ситуацию с голодом и бедностью в Африке. До вторжения страны Восточной Африки импортировали 90 % своей пшеницы из Черноморского региона. Вследствие конфликта, цены на потребительские товары в Восточной Африке в среднем выросли на 20 % в 2022 году, а государственный долг стран региона приблизился к отметке в 60 % ВВП. К концу года 12 % населения региона или 123 млн человек серьёзно недоедали. Эфиопия, Эритрея, Кения, Сомали и Южный Судан, которые относятся к числу наиболее уязвимых стран в мире, больше всего пострадали от скачка цен на продовольствие. Организации Oxfam и «Спасём детей» сообщили, что к маю 2022-го в странах Восточной Африки каждые 48 секунд от голода умирал человек.
Кения
Кения особенно сильно пострадала в 2019—2020 годах от крупнейшего за 70 лет нашествия саранчи. Ситуация усугубилась последовавшей в 2022-м засухой, когда 4,4 млн человек столкнулись с острой нехваткой продовольствия, а 1,2 млн — с голодом. Действующие в стране гуманитарные программы не могли охватить помощью всех. Например, программа Агентства США по международному развитию была рассчитана только на 11 тысяч семей скотоводов.
Чад
В июне 2022 года Чад объявил чрезвычайную ситуацию с продовольствием из-за нехватки зерна.
Эфиопия
Ситуация с голодом в Эфиопии настолько остра, что продовольственная безопасность является основным пунктом политических дебатов. Всего в апреле 2022 года число недоедающих в стране оценивали на уровне 7,2 млн человек, к августу это число выросло минимум до 13 млн. Экстремистские группы используют сложившиеся обстоятельства и вербуют в свои ряды бедных и голодающих людей.
Самая сложная ситуация сложилась в шестимиллионном Тыграе. Из-за военного конфликта этот регион более года был изолирован и столкнулся с острой нехваткой лекарств, продовольствия и электричества. В начале ноября 2022 года ООН удалось достигнуть соглашения о прекращении огня и обеспечить доступ к региону. Но продовольственная помощь «не соответствовала потребностям», так как была необходима минимум половине населения. Несмотря на это, в мае 2023-го программа была приостановлена из-за краж с хранилищ гуманитарной помощи.
Сомали
В Сомали, по данным ООН, около 11 млн людей страдают от голода, и для помощи им необходимо $1,6 млрд. Продолжающийся конфликт между исламистскими группировками и правительством осложняет работу гуманитарных организаций, не позволяя им развернуть полноценную помощь местным. Многие вынуждены переселяться в соседние Кению и Эфиопию. Например, самый большой в мире лагерь беженцев, Дадааб, переполнен — в нём проживает примерно 380 тыс. беженцев; в соседний Доло ежедневно прибывают около 2 тыс. человек. Таким образом ситуация усугубляет продовольственный кризис в соседних странах, где с ним столкнулись почти 7 миллионов кенийцев и эфиопов.
Ангола
Ангола в 2022 году пережила самую сильную за последние 40 лет засуху, из-за чего число голодающих достигло 4 млн, в том числе более 100 тыс. детей до 5 лет недоедали.
Конго
В Демократической Республике Конго наблюдается один из самых глубоких кризисов продовольствия, который связан с бедностью, вспышками лихорадки Эбола и конфликтами, продолжающимися в стране более 25 лет. В 2023 году от голода страдало 26 млн жителей Конго. Более 5 млн были вынуждены бежать из своих домов.

### Ближний Восток
Среди 17 стран с наибольшей нехваткой воды в мире 11 находятся на Ближнем Востоке и в Северной Африке. В этих регионах 80 % воды используется в сельском хозяйстве, что выше мирового показателя в 70 %. Кроме того, Ближний Восток характеризуется одними из самых высоких темпов роста населения в мире и сильно зависит от мирового продовольственного рынка. В среднем ближневосточные страны импортируют около 50 % продуктов питания, тогда как в Ираке, Ливан и странах Персидского залива эта доля выше. Эти факторы сильно повлияли на развитие продовольственного кризиса в 2022—2023 годах.
До 2022 года более 70 % зернового импорта Турции и Египета приходил из России или Украины; для Омана, Израиля и Йемена эта доля превышала 40 %. Так как хлеб является одним из основных продуктов питания в регионе, после начала российского вторжения власти ряда ближневосточных стран старались регулировать ценообразование. Когда летом 2022 года иранские власти, наоборот, отменили субсидии на хлеб и ввели нормирование, цены на муку выросли примерно на 500 %; на курицу, яйца, молоко и масло — на 300 %. В стране прошла волна демонстраций, которая грозит политической нестабильностью.
Продовольственная инфляция 2022 года в большой степени была вызвана нестабильностью в экономике региона, дефицитами бюджета и государственными долгами. Ливан, в частности, переживал один из самых тяжелых экономических кризисов с 1990-х годов, уровень инфляции продуктов питания в стране составлял почти 400 % в начале 2022 года. При этом 70 % беженцев в стране живут за чертой бедности, и правительство не в состоянии обеспечить их достаточным пропитанием. Из-за войны в Сирии рост продовольственной инфляции достиг 532 % в 2020—2022 годах производительность местных ферм упала на 40 %. Гражданская война в Йемене увеличило число недоедающих до 19 млн, голодающих детей — до 2 миллионов.
Ожидается, что затягивание российско-украинской войны приведет к катастрофическим последствиям для безопасности людей в регионе. В особой опасности находились не только домохозяйства с низким доходом, но также женщины. Так, уже в начале 2023 года до 70 % женщин репродуктивного возраста в бедных странах страдали анемией.

### Азия
В 2022 году аномальная погода, такая как экстремальная жара в Индии, негативно повлияла на урожай пшеницы. Производство снизилось до 100 млн тонн, в то время как потребности внутреннего рынка достигли 103,6 миллиона тонн. Чтобы предотвратить нехватку продовольствия, власти ввели запрет на экспорт пшеницы. Ожидается, что в 2023 году ситуация не улучшится, и производство составит от 103 до 112 млн тонн.
Запрет на экспорт продовольственной продукции также вводили другие страны. После апрельских студенческих протестов в Индонезии из-за роста цен на растительное масло более чем на 40 %, власти ограничили экспорт пальмового масла. Запрет от ведущего производителя в мире негативно сказался на цене продукта. К концу года власти ослабили ограничения — экспортёры могли вывозить в шесть раз больше объёма внутренних продаж. Но экспорт все равно оставался ниже докризисного значения, так как правительство опасалось нехватки продукта из-за прогнозируемого сокращения производства, связанного с ценами на энергию. Из-за отмены ⅔ разрешений на вывоз в первом квартале экспорт сократился до 1,97 млн т в январе-апреле, против традиционных 2—2,3 т ежемесячно.
Несмотря на глобальные продовольственные кризисы, власти Китая заявляют о рекордном урожае 19 лет подряд, активно закупая зерновые культуры. По прогнозам, к середине 2022 года Китай будет контролировать 69 % мировых запасов кукурузы, 60 % риса, 51 % пшеницы и 37 % сои. Это помогло правительству сдержать рост внутренних цен на продукты питания на уровне 0,4 % в 2022 году, тогда как глобальный рост составил 25,2 %. Однако увеличение импорта зерна может указывать на возможные проблемы с урожаем в Китае и вызывает вопросы о достоверности их аграрной статистики.
Самые большие проблемы среди азиатских стран возникли в Шри-Ланке, Пакистане, Афганистане и Бангладеш. Инфляция в этих странах в марте 2022-го варьировалась от 15,1 % до 5,8 %,
Шри-Ланка
С конца 2021 года в Шри-Ланке начался тяжелый экономический кризис из-за пандемии COVID, которая разрушила индустрию туризма в стране. Рецессию усугубили спорные решения правительства, включая увеличение внешнего долга до $8,6 млрд, несвоевременное сокращения налогов, а также временный запрет на импорт химических удобрений в попытке стимулировать органическое земледелие. Это привело к резкому сокращению урожая — до 50 % риса. В мае страна объявила дефолт по международным долгам на сумму более 50 миллиардов долларов и обратилась за помощью к Международному валютному фонду. Большинство из 22 млн жителей Шри-Ланки столкнулись с дефицитом продуктов питания, топлива и медикаментов. Инфляция до 36 % спровоцировала массовые беспорядки, в результате которых премьер-министр был вынужден уйти в отставку. Правительство ввело чрезвычайное положение и комендантский час, а президент пообещал сформировать правительство национального единства.
План восстановления экономики включал резкое увеличение налогов и сокращение расходов, что вызвало забастовки рабочих во всей стране в марте 2023 года. Больше половины опрошенных семей в этот период сообщили, что их дети голодают, а 27 % взрослых пропускали приемы пищи, чтобы накормить своих детей. Предполагается, что Шри-Ланка будет в состоянии банкротства по крайней мере до 2026 года.
Бангладеш
В марте 2023-го Всемирная продовольственная программа сократила ежемесячные продовольственные талоны для более миллиона беженцев рохинджа с $12 до $10 на человека из-за дефицита финансирования в $125 млн. Сокращения совпали с ростом стоимости жизни, что привело к снижению покупательной способности. Беженцам в Бангладеш запрещено заниматься оплачиваемым трудом, что делает их зависимыми от гуманитарной помощи. «Врачи без границ» подтверждают, что сокращение помощи обострит проблему недоедания среди сотен тысяч рохинджа. Кроме того, сокращение поставок может привести к насилию и беспорядкам в лагерях, а также к увеличению риска торговли людьми.
Местные жители Бангладеш также столкнулись с дефицитом продуктов. По данным Национального статистического бюро страны, общая инфляция в феврале 2022 года достигла 6,17 % — самого высокого уровня с октября 2020 года. В результате, 32 млн человек, которые оказались ниже черты бедности после пандемии, столкнулись с проблемами при покупке продуктов питания или были вынуждены отказываться от еды. Долгая засуха в 2022 году, последовавшие за ней внезапные наводнения и циклон «Ситранг» привели к сокращению производства риса и других сельскохозяйственных продуктов. Аналитики опасались недостатка запасов и складских мест. В связи с этим, премьер-министр Шейх Хасина призывала население «выращивать продукты питания на каждом дюйме земли».
Афганистан
ООН описывает ситуацию в Афганистане как «эпическиий гуманитарный кризис». После захвата власти талибами в августе 2021 года экономическая активность в стране практически остановилась. Международные финансовые институты сократили инансирование, а Соединённые Штаты заморозили и конфисковали иностранные средства Афганского центрального банка, перераспределив часть средств в пользу жертв терактов 11 сентября.
В феврале 2022 года ООН сообщила, что более половины 38-миллионного населения страны страдает от острого голода, а ещё 9 миллионов находятся на грани голода. Отчаявшиеся жители продавали органы и своих детей, чтобы получить наличные. Уже в апреле министерство здравоохранения Талибана заявило, что недоедания умерло более 13 тыс. младенцев, хотя это число невозможно проверить. Для предотвращения продовольственного кризиса стране требовалось около $4,4 млрд, хотя после призывов ООН страны-доноры планировали выделить только $2,4 млрд.

### Северная и Южная Америки
Следствием роста цен на энергоносители и аномальной жары в 2021—2023 годах стал дефицит продовольствия даже в развитых странах Северной Америки. По данным Food Banks Canada, почти каждый пятый канадец голодал хотя бы один раз в период с марта 2020 по 2022 год, 23 % населения ели в 2022-м меньше, чем необходимо из-за инфляции. В Соединённых Штатах засуха, начавшаяся в 2021-м,
охватила более 77 млн гектар к середине лета, что стало абсолютным рекордом за историю наблюдений. Ко второй половине 2022 года было охвачено 40 % территории страны. Национальные бюро фиксировали значительное сокращения урожая и посевных площадей из-за жары. Площадь риса сократилась на 55 %; урожай кукурузы ожидался на уровне катастрофически засушливого 2012 года; озимой пшеницы — на самом низком уровне с 1963-го. Экспорт миндаля был поставлен под угрозу. И хотя в 2023-м обильные осадки улучшили ситуацию в западной и центральной части страны, во Флориде и на срединно-атлантическом побережье, а также в Пуэрто-Рико и части Гавайев засуха фактически только усилилась.
Из 69 стран, которые летом 2022 года испытывали продовольственные, энергетические и финансовые потрясения, 19 находились в Латинской Америке и на Карибах. В этом регионе самые высокие затраты на здоровое питание по сравнению с остальным миром: $3,89 на человека в день, в то время как средний мировой показатель — $3,54. По подсчётам ООН, 22,5 % населения региона не могут позволить себе здоровое питание. Например, в Чили за 2022 год цены на некоторые растительные масла выросли на 90 %, а индекс потребительских цен достиг невиданного с 1993 года уровня — 1,9 %. И в апреле 2022-го власти запустили план восстановления на сумму $3,7 млрд, который включал повешение субсидий на питание для наиболее уязвимых групп населения.
В странах Карибского бассейна почти 4,1 миллиона человек, или 57 % населения, столкнулись с отсутствием продовольственной безопасности во второй половине 2023 года. Почти 6 % опрошенных Всемирной продовольственной программой сообщали, что голодали минимум в течение одного дня в неделю, ещё 36 % — пропускали приёмы пищи или ели меньше обычного. Так как регион сильно зависит от импорта продовольствия, цены на продукты питания после обострения российско-украинского конфликта росли более чем на 5 % ежемесячно. Например, в Суринаме цены на продукты питания уже к июню выросли более чем на 30 %, что сделало его одной из наиболее пострадавших стран мира. На Кубе, где ещё годом ранее фиксировали крупнейшую нехваткой продовольствия за 30 лет, кризис только ухудшился. Это спровоцировало крупнейшую с 1980-х годов миграцию кубинцев в соседние страны в поисках продовольственной безопасности.
Гаити
Особенно тяжёлая ситуация сложилась на Гаити, где из-за изменения климата, штормов и землетрясения 2021 года сократился урожай. После убийства президента убийства президента Жовенеля Моиза в июле 2021 года страна погрязла в беспорядках, власть во многих районах захватили гражданские группировки. В сентябре 2022-го банды заблокировали доступ к терминалам в Порт-о-Пренсе, где хранится около 70 % топлива страны. Кроме того, из-за криминальных группировок, контролирующих районы города, местные опасались получать гуманитарную помощь. Так, Всемирная продовольственная программа в 2022-м смога помочь только 100 тысячам столичных жителей. Поступали сообщения о перехвате грузовиков с водой. На фоне инфляции в 33 % и двукратное подорожание бензина в стране прошли беспорядки. Гражданские столкновения также совпали со вспышкой холеры — Всемирная организация здравоохранения только за две недели с 26 сентября насчитала 32 лабораторно подтвержденных случаях холеры, всего госпитализировано 189 человек, из них 16 скончались. К октябрю голод достиг катастрофического уровня и около половины населения острова — 6,2 млн человек, — находились в чрезвычайной ситуации. ФАО и Всемирной продовольственной программе требовалось $138 млн для помощи пострадавшим жителям Гаити.

## Меры противодействия
Политическое вмешательство
Шоковые цены на продовольствие после вторжения России на Украину способствовали подписанию Черноморской зерновой инициативы в июле 2022. За восемь месяцев в рамках программы было экспортировано более 23 млн тонн зерна, из которых развивающиеся страны получили примерно 55 %. Параллельно, цены на продовольствие снизились на почти 18 %, однако оставались выше довоенного и допандемического уровня. В январе 2023 года они были на 45 % выше среднего показателя за последние два десятилетия. И опасения относительно стабильности будущих цен сохраняются из-за климатических факторов, экспортных ограничений и высоких энегозатрат. Так, аналитики McKinsey в августе 2022-го предсказывали дефицит в 23—40 млн метрических тонн пшеницы в течение следующего года, что могло привести к недоеданию 250 млн человек.
Европейская комиссия утвердила начальный бюджет гуманитарной помощи в 1,5 млрд евро на 2022 год, из которых около 554 млн евро предназначены странам Африки к югу от Сахары для удовлетворения продовольственных потребностей. Комиссия также выделила 225 млн евро на поддержку устойчивости южных соседей через Фонд восстановления и устойчивости. Однако аналитики называли меры «ограниченными», так как организация направила значительную часть доступных средств на помощь Украине. Для сравнения, Египет получил только 100 млн евро, когда для системы субсидирования продовольствия требовала 5,5 млрд. В 2023 году Международный валютный фонд продолжал агитировать за увеличение помощи наиболее уязвимым слоям населения.
О поддержке мировому сообществу также заявлял президент США Джо Байден ($8.9 млрд), а также власти других стран, включая Германию (200 млн евро), Великобританию (£372 млн), Канаду ($250 млн). Одновременно предпринимаются меры для снижения мировой зависимости от источников удобрений. Президент США Джо Байден анонсировал программу на $500 млн для увеличения внутреннего производства удобрений, ЕС призвал к аналогичным действиям. Канада, являясь лидирующим производителем калийных удобрений, заявила об увеличении экспорта на 20 % в ноябре 2022 года для компенсации недостатка из-за прерывания поставок из других стран.
Другие инициативы включают сокращение использования биотоплива, для создания которого используется большое количество зерновых. Так, в 2021 году европейские страны потратили на это объём пшеницы, эквивалентный более чем 5 млрд буханок хлеба. В США — на биодизель пошло 36 % всего зерна, тогда как средний по миру показатель составлял 10 %. В середине 2022-го власти Германии и Великобритании призывали прекратить использование биотоплива для сдерживания цен на продукты питания.
Однако, даже по устаревшим прогнозам 2020 года, международному сообществу необходимо выделять $39-50 млрд инвестиций в год, чтобы покончить с глобальным голодом к 2030 году. Всемирный экономический форум называет голод одной из основных угроз, стоящих перед миром.
Международные организации
Глобальный продовольственный кризис 2022—2023 годов сильно ударил по почти 50 странам, особенно тем, что страдают отсерьёзных макроэкономических проблемами, слабых институтов и нестабильной социально-политической обстановкой. В ответ крупные международные организации, включая Международный валютный фонд, Всемирный банк, Всемирную продовольственную программу, Всемирную торговую организацию и Продовольственную и сельскохозяйственную организацию ООН, активизировали программы помощи голодающим регионам.
Международный валютный фонд, например, во время пандемии и в 2021 году выделила более $40,3 млрд финансирования на проблемы с голодом. После начала российского вторжения фонд запустил экономические программы в Бенине, Кабо-Верде, Грузии, Мозамбике, Танзании и Замбии, а также дополнительное финансирование существующих программ в Иордании, Молдове, Пакистане и Сенегале. Например, одобренная в мае 2022-го расширенная кредитная линия для помощи домохозяйствам Мозамбика достигала $456 млн. В сентябре 2022 Международный валютный фонд запустил новый механизм выдачи экстренных кредитов с низкими ставками, чтобы помочь уязвимым странам справиться с нехваткой продовольствия и растущими расходами. ООН планировала в 2022-м предоставить продовольственную помощь рекордным 137 млн человек.
Ряд банков развития увеличил льготное финансирование странам со средним уровнем дохода, пострадавшим от последствий нестабильности и конфликтов, таким как Колумбия, Эквадор, Иордания, Ливан и, совсем недавно, Молдова. В 2020—2022 годах Всемирный банк, Европейский инвестиционный банк, Азиатский банк развития и Африканский Банк развития приняли или обновили свою стратегию помощи уязвимым государствам.

## Комментарии
1. ↑  К июлю число стран с такими ограничениями сократилось до 19.